# Marquee Moon
Marquee Moon – debiutancki album zespołu Television wydany w lutym 1977. Reedycja została wydana 23 września 2003.
Television to jeden z najważniejszych zespołów, który zszedł ze sceny CBGB w Nowym Jorku. Na album Marquee Moon składają się piosenki napisane przez Toma Verlaine'a, połączenie gry gitarowej Verlaina oraz Richarda Lloyda, sekcja rytmiczna, którą tworzyli Fred Smith (gitara basowa) i Billy Ficca (perkusja). Introspekcyjny nastrój albumu, oraz ostrożne, instrumentalne wirtuozostwo Verlaina i jego zespołu były jednymi z pierwszych manifestów ruchu post punkowego.
Wysoka popularność albumu w Wielkiej Brytanii wciąż trwa: w roku 2003 NME ogłosiło, że Marquee Moon zajmuje czwartą pozycję w rankingu najlepszych albumów wszech czasów. Tego samego roku, stacja telewizyjna VH1 uplasowała album na miejscu #83. Zajął on także miejsce #128 w rankingu 500 Greatest Albums of All Time magazynu Rolling Stone, podczas gdy Pitchfork Media nazwało ten sam album trzecim z najlepszych nagrań lat 70. W marcu 2005, Q magazine umieścił utwór "Marquee Moon" na miejscu #51 w swoim rankingu "100 Greatest Guitar Tracks". Płyta ta znajduje się zazwyczaj w pierwszej dwudziestce rankingu Rate Your Music: All-Time Top 5000 Albums.
Oryginalne nagrania, wytłoczone na płytach winylowych zawierają osiem utworów. Zremasterowana wersja z roku 2003 (wydana na CD Marquee Moon zachowuje tę samą kolejność piosenek, jednak tytułowy utwór trwa nieprzerwanie do czasu końcowego 10:40 i nie występuje tu urywanie ścieżki tak jak na winylowym LP.
Piosenka zatytułowana "Venus", nie jest coverem singla zespołu Shocking Blue. Natomiast utwór "Guiding Light" wziął swoją nazwę od opery mydlanej.
Album został zadedykowany Williamowi Terry’emu Ork, którego wydawnictwo Ork Records wydało pierwszy singel grupy "Little Johnny Jewel, Part One" / "Little Johnny Jewel, Part Two" (1975).
W 2003 album został sklasyfikowany na 128. miejscu listy 500 albumów wszech czasów magazynu Rolling Stone.

## Lista utworów
Wszystkie piosenki zostały napisane przez Toma Verlaine'a, wyjątki zostały odnotowane.

### wersja LP 1977
strona 1
| 1. | "See No Evil"  | 3:53  |
|    |                |       |
| 2. | "Venus"        | 3:51  |
|    |                |       |
| 3. | "Friction"     | 4:44  |
|    |                |       |
| 4. | "Marquee Moon" | 9:58  |
|    |                |       |
|    |                | 22:26 |
|    |                |       |
strona 2
| 1. | "Elevation"                       | 5:07  |
|    |                                   |       |
| 2. | "Guiding Light" (Lloyd, Verlaine) | 5:35  |
|    |                                   |       |
| 3. | "Prove It"                        | 5:02  |
|    |                                   |       |
| 4. | "Torn Curtain"                    | 6:56  |
|    |                                   |       |
|    |                                   | 22:40 |
|    |                                   |       |

### wersja CD 2003
Utwory bonusowe na CD:
| 1. | "Little Johnny Jewel (Parts 1 & 2)" | 7:09  |
|    |                                     |       |
| 2. | "See No Evil (Alternate Version)"   | 4:40  |
|    |                                     |       |
| 3. | "Friction (Alternate Version)"      | 4:52  |
|    |                                     |       |
| 4. | "Marquee Moon (Alternate Version)"  | 10:54 |
|    |                                     |       |
| 5. | Untitled [instrumental]             | 3:22  |
|    |                                     |       |
|    |                                     | 30:57 |
|    |                                     |       |

## Skład
- Tom Verlaine – śpiew, gitara, instrumenty klawiszowe (solówki gitarowe w utworach "Venus," "Friction," "Prove It" oraz w "Marquee Moon" po trzecim refrenie)
- Richard Lloyd – gitara, śpiew (solówki gitarowe w "See No Evil," "Elevation," "Guiding Light" oraz w "Marquee Moon" po drugim refrenie)
- Fred Smith – gitara basowa, śpiew
- Billy Ficca – perkusja

produkcja
- Andy Johns – inżynier dźwięku, mix, producent (1977)
- Tom Verlaine – producent (1977)
- Jim Boyer – inżynier dźwięku
- Dan Hersch – remastering
- Greg Calbi – mastering
- Lee Hulko – mastering
- Bill Ignlot – mastering
- Andy Zax – producent (2003)
- Patrick Milligan – producent (2003)